# 王黎明
王黎明（1962年5月—），男，甘肃酒泉人，中华人民共和国政治人物。河西学院中文系毕业，同济大学管理科学与工程专业硕士毕业，研究生学历。

## 生平
1982年7月从河西学院中文系毕业后，在甘肃省酒泉地区行政公署工作。1985年9月加入中国共产党。1991年6月起，在甘肃省人民政府办公厅工作，先后任副处级、正处级秘书。
1996年6月，任国家经贸委办公厅正处级秘书。1998年7月起，在国家经贸委中小企业司先后任改革发展处处长、助理巡视员。2003年5月起，在国家发展改革委员会中小企业司先后任助理巡视员、副司长。
2008年7月起，历任工业和信息化部中小企业司司长，工业和信息化部消费品工业司司长。2015年2月，任工业和信息化部总工程师。
2015年8月，任青海省人民政府副省长。2016年2月，兼任青海省人民政府国有资产监督管理委员会主任。2018年1月，当选第十三届全国政协委员。
2021年2月，任中共青海省委常委。2022年1月，当选为青海省人大常委会副主任。同年5月，卸任中共青海省委常委。